# Gabbioneta-Binanuova
Gabbioneta-Binanuova es una localidad y comune italiana de la provincia de Cremona, región de Lombardía, con 976 habitantes.

## Evolución demográfica
| Gráfica de evolución demográfica de Gabbioneta-Binanuova entre 1861 y 2001 |
|                                                                            |
| Fuente ISTAT - elaboración gráfica de Wikipedia                            |